# Arno Küttel
Pour les articles homonymes, voir Küttel.
Arno Küttel, né le 20 décembre 1963, est un coureur cycliste suisse. Durant sa carrière professionnelle, il a notamment remporté une étape du Tour de Suisse en 1989. Sur piste, il est devenu champion d'Europe de demi-fond en 1995.

## Palmarès
- 1982
  - Coire-Arosa
- 1983
  - Bienne-Magglingen
  - 2e de Coire-Arosa
  - 3e de Martigny-Mauvoisin
  - 3e du championnat de Suisse de la montagne
- 1984
  - Grand Prix Osterhas
  - Bienne-Magglingen
  - 2e de Coire-Arosa
  - 3e de Martigny-Mauvoisin
- 1985
  -  Champion de Suisse sur route amateurs
  - Tour du Schynberg
  - 3e du Tour du lac Majeur
  - 3e de Coire-Arosa
  - 3e du championnat de Suisse de la montagne
- 1986
  - Coire-Arosa
  - Championnat de Zurich amateurs
  - 3e du Tour du Schynberg
  - 3e du Grand Prix Guillaume Tell
- 1987
  - 2e de Coire-Arosa
- 1988
  - Grabs-Voralp :
    - Classement général
    - 1rea étape

  - Visp-Grächen
  - 2e de Coire-Arosa
- 1989
  - 4e étape du Tour de Suisse
  - Coire-Arosa
- 1990
  - 3e du championnat de Suisse du contre-la-montre
  - 3e du championnat de Suisse de la montagne

## Palmarès sur piste

### Championnats du monde
- Stuttgart 1991
  -  Médaillé de bronze du demi-fond

### Championnats d'Europe
- 1995
  -  Champion d'Europe de demi-fond

### Championnats de Suisse
- 1993
  -  Champion de Suisse de demi-fond